# Food Records
La Food Records è stata un'etichetta discografica britannica fondata nel 1984 da David Balfe e Andy Ross.

## Storia
Originariamente formata come etichetta indipendente con distribuzione concessa alla Rough Trade Records, la Food è stata strettamente associata alla Parlophone del gruppo EMI, che ha investito nella label nel 1988. Dal 1994 al 2000 la EMI ha avuto il controllo completo sulla Food, mentre nel 2000 la stessa etichetta è stata inglobata nella Parlophone.
Il catalogo della label è storicamente associato agli album dei Blur.

## Artisti
- Brilliant
- The Woodentops
- Voice of the Beehive
- Diesel Park West
- Crazyhead
- Jesus Jones
- Blur
- Skyscraper
- Shampoo
- Dubstar
- Octopus
- The Supernaturals
- Grass Show
- Idlewild
- Matthew Jay
- X Is Loaded